# Scrancia brunnescens
Scrancia brunnescens är en fjärilsart som beskrevs av M.Gaede 1928. Scrancia brunnescens ingår i släktet Scrancia och familjen tandspinnare. Inga underarter finns listade.